# Black Sheep Brewery
Koordinaten: 54° 13′ 30,2″ N, 1° 39′ 28,6″ W

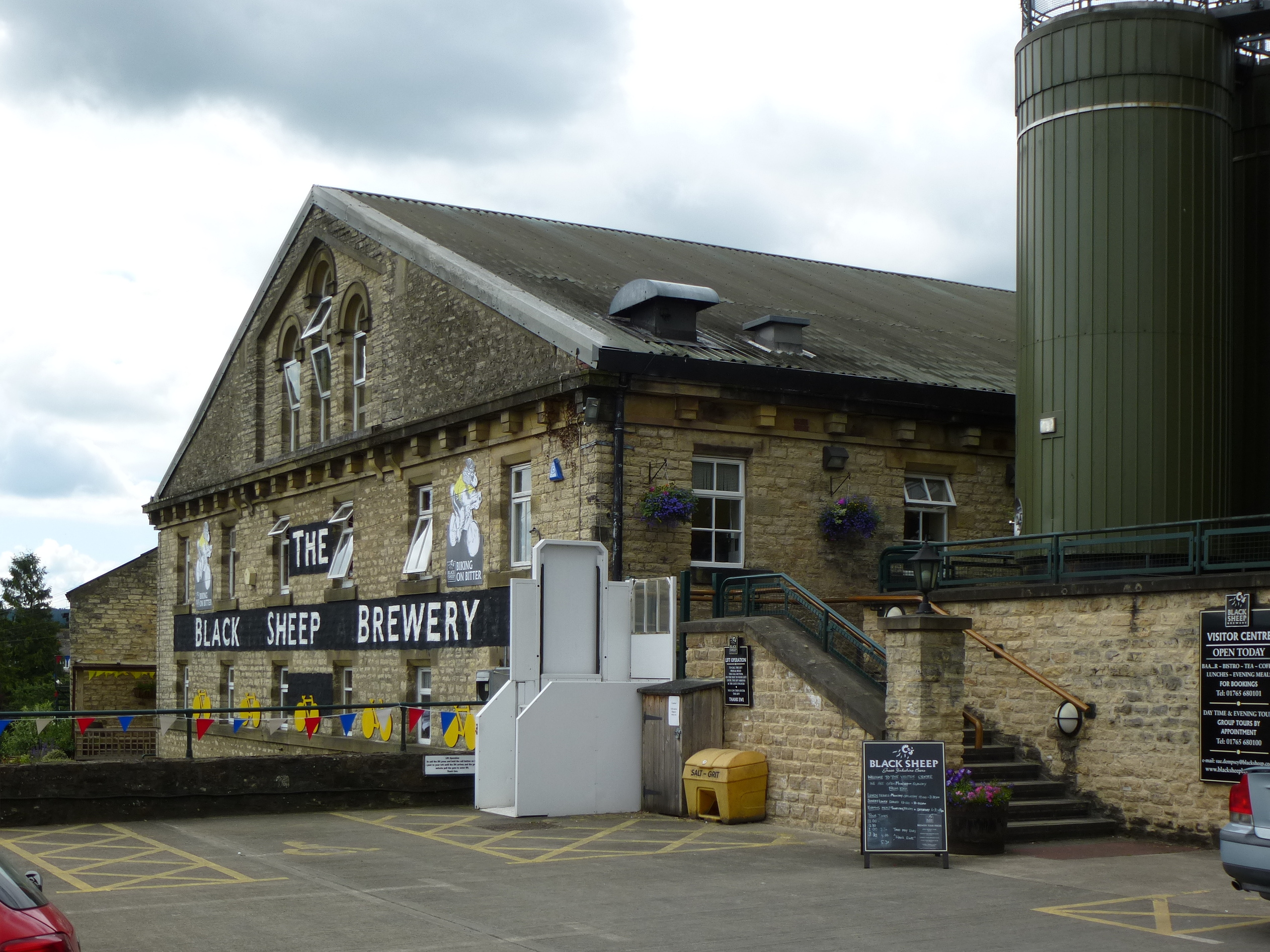
Brauereigebäude mit Eingang zum Besucherzentrum

Die Black Sheep Brewery ist eine Brauerei in Masham, North Yorkshire, England. Die Brauerei entstand, nachdem die Traditionsbrauerei Theakston von 1823 im Jahr 1987 von Scottish & Newcastle aufgekauft wurde. Der Theakston-Erbe und seit 1969 Geschäftsführer der Brauerei, Paul Theakston, entschloss sich nach kurzer Zeit, den Konzern zu verlassen und am historischen Ort wieder zu brauen.
Die Black Sheep Brewery ist mittlerweile eine der erfolgreichsten unabhängigen Brauereien des Vereinigten Königreichs, durch ihr Sponsoring eine feste Größe in Yorkshires Kultur- und Sportlandschaft, und durch einzelne Aktionen wie die Zusammenarbeit mit Monty Python in der Produktion eines Holy Grail Ale auch über die Grenzen des Landes und der Biertrinkerszene hinaus bekannt.

## Bier
Die Brauerei begann mit einem Bitter, hat sich mittlerweile aber auf ein breiteres Angebot an Ales spezialisiert und braut diese in Yorkshire Square-Kesseln mit Maris Otter-Gerste. Black Sheep ist damit ein Vorreiter des Trends, traditionelle Biere hochwertig zu produzieren und somit ein Marktsegment zu schaffen, in dem sie der direkten Konkurrenz multinationaler Konzerne aus dem Weg gehen.
Der Bierexperte Michael Jackson beschrieb das Bitter bei seiner Einführung 1992 als bemerkenswert smooth und firm, sehr trocken, mit einem hint auf Fruchtsäure im Abgang. Das Special hat dieselben Charakteristiken, aber ausgeprägtere Aromen, am Anfang mehr Malzgeschmack, dann zum Abgang hin rosigen Hopfen. Im Vergleich zu den Theakston-Bieren hätte Black Sheep mehr Malz und Hopfen-Geschmack, würde weniger nach Hefe und Frucht schmecken. Die Brauerei selbst orientiert sich am traditionellen Yorkshire-Bier, das einerseits vergleichsweise bitter ist, andererseits aber durch die cremige Schaumkrone ein Gegengewicht zum Aroma setzt. Da das traditionelle Bier in Yorkshire vor allem den Fabrikarbeitern zum Durstlöschen nach der Arbeit dienen sollte, hat es einen vergleichsweise niedrigen Alkoholgehalt zwischen 3,8 und 4,4 %. Das Riggwelter kommt auf 5,9 %.

## Marketing
Das Unternehmen tritt ausgesprochen humorvoll auf, mit ständigem Bezug auf den Firmennamen. So werden auf der Website „Ewe Tube Videos“ angeboten („Ewe“, ähnlich wie „you“ gesprochen, ist der Yorkshire-Ausdruck für ein Mutterschaf), der Brauereiausschank nennt sich „Baa…r“ und erinnert an das Blöken der Tiere.

## Sorten
Neben den Stammsorten wie Riggwelter und Black Sheep Ale werden weitere Biersorten, meist Ale, angeboten.

## Geschichte
Die 1980er Jahre waren in der 160 Jahre alten Familienbrauerei Theakstons vor allem durch familieninterne Streitigkeiten geprägt. Nachdem Theakstons an den Großkonzern Scottish & Newcastle verkauft worden war, arbeitete Paul Theakston noch ein Jahr im Konzern, um ihn dann 1988 zu verlassen. Nach einiger Überlegung verkaufte er seine Anteile an Theakstons und begann, mit diesem Geld eine eigene Brauerei zu gründen. Die Brauerei zog in das Brauhaus von Lightfoot’s, einem anderen regionalen Bier, das ebenfalls verkauft worden war und das Brauen in Masham deshalb eingestellt hatte. Das viktorianische Braugebäude liegt im Ortszentrum von Masham, demselben Ort, an dem auch Theakstons liegt; die beiden Brauereien waren nur durch eine alte Steinmauer getrennt. Theakston kaufte Ausrüstung bei anderen Brauereien aus Yorkshire, die den Betrieb eingestellt hatten. 1992 begann die Produktion. Der Versuch, den Lightfoot-Markenname wiederzubeleben, scheiterte. Die Theakston-Brauerei hatte diesen schon vorher gekauft, er gehörte 1992 also Scottish & Newcastle. Diese benutzte die Marke zwar nicht mehr, war aber nicht bereit, die Rechte zu verkaufen. Der Name Black Sheep (dt.: Schwarzes Schaf) entstand zum einen als Hinweis auf die regional verbreiteten Schafzuchten, oft mit Rassen wie dem Scottish Blackface oder anderen teilweise schwarzen Schafen. Zum anderen auch, da sich Theakston als „Schwarzes Schaf der Familie“ direkt als Konkurrenz zum 170 Jahre alten ehemaligen Familienunternehmen platzierte.
Theakston entdeckte eine Marktlücke und war in der Lage, diese erfolgreich zu füllen. Während Ale bis in die 1970er hinein das dominante Bier Großbritanniens war, begann sich in den 1970ern und 1980ern ein Trend zum Lager hin auszubilden. Lager wurde das dominante Bier in der gehobenen Gastronomie; ebenso wie auf Partys und vielen Veranstaltungen. Ale hingegen versank in wenigen Jahren in einer Marktnische als Bier für mittelalte Männer in klassischen Pubs. Während die importierten Lager alle Marktsegmente vom Discounterbier bis zu Designmarken abdecken konnten, galt Ale nur noch als Bier für das untere Marktsegment. Theakston schaffte es, erfolgreich mit traditionellen Braumethoden und innovativem Marketing das obere Marktsegment anzupeilen und in den 1990ern als erstes Ale dort zu landen. Er war damit Vorreiter eines Trends, der mittlerweile zu Dutzenden ähnlicher Brauereien und weit mehr Mikrobrauereien mit lokaler Verantwortung geführt hat, und im Vereinigten Königreich eine Kampagne für Real Ale (Campaign for Real Ale) ins Leben rief.
Während die Brauerei sich auf den regionalen Markt konzentriert und ähnlich wie eine Reihe ähnlicher neuer Brauereien etwa 60 % des Umsatzes in Yorkshire macht, gelang ihr auch ein internationaler Erfolg: Monty Pythons Holy Grail Ale, 1999 anlässlich des 30. Geburtstags und in Zusammenarbeit mit Monty Python erschaffen, war insbesondere auf dem US-Markt ein Erfolg. Seitdem betrieb die Brauerei einen stetigen Expansionskurs, der 2006 im Bau eines komplett neuen Brauhauses seinen gegenständlichen Ausdruck fand.
Der erste Testkoster des Biers war der örtliche anglikanische Vikar, der meinte, er sei ja vor allem für die Schwarzen Schafe in der Gemeinde zuständig. Mittlerweile brachte selbst der Erzbischof von York Black Sheep und Holy Grail als Gastgeschenk für Papst Benedikt XVI. mit.
Während die Brauereiwirtschaft in den letzten 20 Jahren gewaltige Umbrüche erlebte, die viele Traditionsfirmen in die Geschäftsaufgabe oder in das Portfolio einer Handvoll Großkonzerne führte, ist Black Sheep mittlerweile eine der größten unabhängigen Brauereien der Britischen Inseln. Black Sheep ist damit eine der wenigen Brauereien im Vereinigten Königreich, die in einem stetig sinkenden Marktumfeld beständig die Umsätze steigern kann. Unter anderem verfügt die Brauerei über ein intensives lokales Marketing, das die Bodenständigkeit und Verwurzelung des Unternehmens betonen soll: so sponsert Black Sheep diverse lokale Veranstaltungen, ebenso wie sie analog zu den Schottischen Whisky-Trails einen Yorkshire Brauerei-Trail einzurichten. Das Besucherzentrum in der Brauerei ist mittlerweile eine Standardattraktion in allen großen Reiseführern. Darüber hinaus gibt es einen Black-Sheep-Fanclub und andere Aktivitäten wie einen Black-Sheep-Ruderclub The Flock. Die Brauerei hat es als typisches Bier aus Yorkshire mittlerweile bis in die Belletristik geschafft. Die originale Theakston-Brauerei befindet sich mittlerweile auch wieder im Familienbesitz: 2004 kauften die Brüder Nick, Simon, Tim und Edward Theakston die Brauerei von Scottish & Newcastle zurück.